# Poverello
Poverello is een Belgische liefdadigheidsorganisatie, opgericht door dokter Jan Vermeire uit Kortrijk, die het eerste huis opende in 1978 in Brussel, onder de juridische vorm van vereniging zonder winstoogmerk (VZW). Ze opende veertien onthaalhuizen in België voor mensen in nood. "Poverello" betekent "kleine arme man" in het Italiaans. Het is de bijnaam van Sint-Franciscus.

## Geschiedenis
In het begin werd er soep, koffie en brood uitgereikt. Na een paar jaar konden daklozen en bedelaars er ook terecht voor een warm middagmaal, propere kledij, een overnachting en hygiënische en medische verzorging. Poverello huldigt wel het principe dat niets gratis is en vraagt (bescheiden) financiële bijdrage en gaat prat op zijn soberheidsideaal. Er wordt ook religieus leven gesticht in de geest van de Gemeenschap van Taizé.

## Machtige organisatie
Met haar tien afdelingen in Vlaanderen, drie in Brussel en twee in Wallonië, is Poverello een van de grootste en bekendste daklozenorganisaties van België. In de afdelingen van de Brusselse Marollen, waar de organisatie haar hoofdkantoor heeft, Zottegem en Banneux biedt de organisatie ook kost en inwoning aan een tachtigtal daklozen die er hun domicilie hebben gevestigd. De VZW heeft principieel geen professionele sociaal werkers in dienst en werkt enkel met vrijwilligers.
De grote rijkdom van Poverello staat in contrast met de middelen die het zijn daklozen en lokale organisaties aanbiedt. In 2021, betalen daklozen in Brussel bijvoorbeeld 300 euro per maand voor een bed in een slaapzaal met 12 en vóór corona met 20. Een kamer van ongeveer 7 m² alleen kost 450 euro. Maaltijden – gedoneerde voedseloverschotten – zijn inbegrepen.